# شهرستان یونگفو
شهرستان یونگفو (به لاتین: Yongfu County) یک شهرستان‌های جمهوری خلق چین در چین است که در گویلین واقع شده‌است.